# Aurelio (suburbio di Roma)
Aurelio è il nono suburbio di Roma, indicato con S. IX.
Il nome è associato all'omonimo quartiere ed è preso, come per il quartiere, dalla via Aurelia.

## Geografia fisica

### Territorio
Si trova nell'area ovest della città, a ridosso ed internamente al Grande Raccordo Anulare, tra la via Aurelia a sud e la via di Boccea a nord.
Il suburbio confina:
- a nord con il suburbio X Trionfale[1] e il quartiere XXVII Primavalle[2]
- a est con il quartiere XIII Aurelio[3]
- a sud con il suburbio VIII Gianicolense[4]
- a ovest con la zona XLVIII Casalotti[5]

## Storia

Via Cornelia nel 1956

Il suburbio viene definito con deliberazione del Governatore n. 1222 del 27 febbraio 1932 con numerazione S. X, quindi assunse l'attuale numerazione e codice in concomitanza della soppressione del suburbio S. VII Ostiense, avvenuta con variazione del dizionario toponomastico del 1º marzo 1954.

## Monumenti e luoghi d'interesse

### Architetture civili
- Torre di Acquafredda, su via di Acquafredda. Torre del XIII secolo.[6] 41.890604°N 12.393746°E
- Torretta Troili, su via dei Faggella. Torre del XIII secolo.[6] 41.891061°N 12.408729°E
- Casale di Torre Rossa, su via di Torre Rossa. Casale con torre del XVI secolo. 41.890948°N 12.424541°E
- Villa Carpegna, nel parco omonimo. Villa del XVII secolo.
- Ex Casa del fascio, su largo Re Ina. Edificio del XX secolo. 41.903429°N 12.39337°E

Ora Stazione di Comando dei Carabinieri di Montespaccato.
- Palazzo Carpegna ex Domus Mariae, su via Aurelia. Convento con chiostro del XX secolo. 41.896948°N 12.424542°E
- Villa Giovanelli Fogaccia, su via Nazareth. Villa del XX secolo.

Costruita nel 1938 su progetto di Marcello Piacentini.

### Architetture religiose
- Chiesa di Santa Maria Janua Coeli, su piazza Cornelia. Chiesa del XX secolo (1941). 41.906053°N 12.393822°E

Progettata dall'architetto Tullio Rossi e ricavata da una vecchia costruzione preesistente. Parrocchia eretta il 25 marzo 1941 con il decreto del cardinale vicario Francesco Marchetti Selvaggiani "Postulat salubre fidelium".
- Basilica di Nostra Signora di Guadalupe e San Filippo in Via Aurelia, su via Aurelia. Chiesa del XX secolo (1955-58).
- Cappella della Santa Croce, su via Aurelia. Cappella del XX secolo. 41.896729°N 12.420559°E

Luogo sussidiario di culto della parrocchia di Nostra Signora di Guadalupe.
- Chiesa del Santissimo Sacramento, sulla circonvallazione Cornelia. Chiesa del XX secolo. 41.900664°N 12.425843°E

La chiesa appartiene alle Suore di San Giovanni Battista, ed è annessa alla Curia Generalizia del suddetto istituto religioso. La chiesa è luogo sussidiario di culto della parrocchia di Santa Maria Immacolata di Lourdes.
- Cappella di Nostra Signora del Carmelo, su via Monte Carmelo. Chiesa del XX secolo. 41.90041°N 12.40984°E

Luogo sussidiario di culto della parrocchia di San Giuseppe all'Aurelio.

### Architetture militari
- Forte Boccea, su via di Boccea. Forte del XIX secolo.

### Aree naturali
- Riserva naturale della Tenuta di Acquafredda.
- Parco di Villa Carpegna, su piazza di Villa Carpegna. 41.895115°N 12.427738°E
- Parco Umberto Lenzini, intitolato al presidente del primo scudetto della SS Lazio.

## Scuola
Nel suburbio si trovano diverse strutture scolastiche:
- Liceo Classico "Lucio Anneo Seneca"
- Liceo Scientifico "Lucio Anneo Seneca"
- Liceo Linguistico "Lucio Anneo Seneca"
- Liceo Scientifico "Evangelista Torricelli"
- ITIS "Vittorio Bachlet"
- Odontotecnico "Edmondo De Amicis"

## Geografia antropica

### Urbanistica
Nel territorio del suburbio Aurelio si estendono le zone urbanistiche 18B Val Cannuta e 18C Fogaccia.

### Suddivisioni storiche
Del territorio del suburbio Aurelio fa parte la frazione di Montespaccato.